# Aage Hansen (remero, medallista europeo)
Aage Hansen fue un deportista danés que compitió en remo. Ganó cinco medallas en el Campeonato Europeo de Remo entre los años 1929 y 1933.

## Palmarés internacional
| Campeonato Europeo | Campeonato Europeo    | Campeonato Europeo | Campeonato Europeo |
| Año                | Lugar                 | Medalla            | Prueba             |
| ------------------ | --------------------- | ------------------ | ------------------ |
| 1929               | Bydgoszcz (Polonia)   | Medalla de plata   | Cuatro con timonel |
| 1930               | Lieja (Bélgica)       | Medalla de oro     | Cuatro con timonel |
| 1931               | París (Francia)       | Medalla de plata   | Cuatro con timonel |
| 1932               | Belgrado (Yugoslavia) | Medalla de plata   | Cuatro con timonel |
| 1933               | Budapest (Hungría)    | Medalla de oro     | Cuatro sin timonel |